# 韦海英
韦海英（1971年1月5日—），中国女子足球运动员。她在1996年夏季奥林匹克运动会中，参加了女子足球比赛并获得银牌。比赛期间她共上场四次。韦海英的外号是快马。